# Ewangeliarz Mścisława

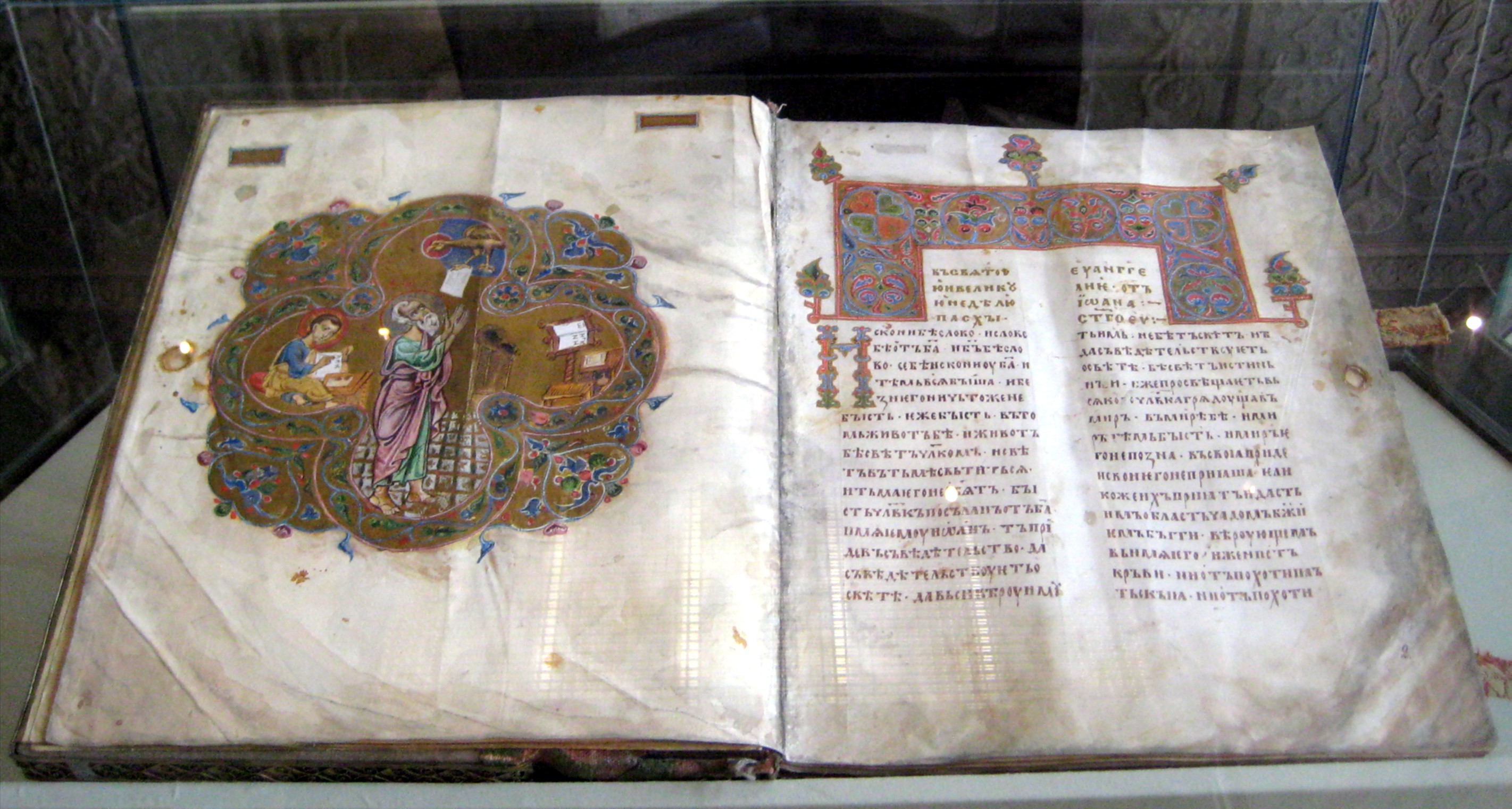
Ewangeliarz Mścisława

Ewangeliarz Mścisława (także: Ewangeliarz Mścisława Wielkiego) – rękopis sporządzony w latach 1113-1117 na polecenie wielkiego księcia kijowskiego Mścisława Monomachowicza, zawierający wybór z czterech Ewangelii w przekładzie staro-cerkiewno-słowiańskim. Zabytek piśmiennictwa staroruskiego. Obecnie znajduje się w zbiorach Państwowego Muzeum Historycznego w Moskwie. Prawdopodobnie stanowi odpis wcześniejszej redakcji bułgarskiej, wspólnej z Ewangeliarzem Ostromira.
Ewangeliarz składa się z 213 pergaminowych kart o wymiarach 35,3×28,6 cm. Oprawa wykonana została ze srebra, inkrustowana złotem i pokryta emalią oraz szlachetnymi kamieniami. Miniatury Ewangeliarza Mścisława charakteryzują się pewnym prymitywizmem formalnym i ikonograficznym.